# Neotrichia proboscidea
Neotrichia proboscidea is een schietmot uit de familie Hydroptilidae. De soort komt voor in het Neotropisch gebied.